# Diocese de Frascati
A Diocese de Frascati (ou sé suburbicária de Frascati), erecta no século III, é uma sé da Igreja Católica na Itália, sufragânea da Diocese de Roma, pertencendo à região eclesiástica do Lácio. O bispo de Frascati é um cardeal-bispo; do nome latino da área, foi também chamado de bispo de Túsculo (em latim: Tusculum). O bispado foi, na realidade, transferido de Túsculo no final do século XII. Até 1962, o cardeal-bispo foi também o bispo diocesano da sé, acumulando suas funções com as demais decorrentes de seu posto na Cúria.
Esta circunscrição eclesiástica compreende o território da cidade italiana de Frascati e é dividido, para fins eclesiásticos, em 23 paróquias.

## Lista de bispos

### 1000 a 1200
- Giovanni Marsicanus † (1100 - circa 1119)[3]
- Divizo[4] † (1121 - 1122)[5]
- Egídio de Paris, O.S.B.Clun. † (1123 - 1130)[6]
- Egídio de Paris, O.S.B.Clun. † (1138 - 1139 ) (pela segunda vez)[6]
- Hugo de São Vítor, C.R.S.A. ? † (1139 - 1140 ou 1141)
- Imar (o Icmar), O.S.B.Clun. † ( 1142[6] - 1159) 
  - Teobaldo † (? 1162 - 1162) (pseudocardeal do Antipapa Vítor IV)
- Hugo Pierleoni, C.R.S.V. † (1164 - 1167)
- Odão de Soissons, O.Cist. † (1170 - 1172)
- Pietro da Pavia, O.S.B. † (1178 - 1189)
  - Sede vacante

### 1200 a 1400
- Nicola de Romanis † (1204-1219)[7]
- Nicolau de Chiaromonte (ou Chiaramonti), O.Cist. † (1219-1227)[8]
- Jacques de Vitry, C.R.S.A. † (1228-1240)
- Eudes de Châteauroux, O.Cist. † (1244-1273)
- João Pedro Julião † (1273-1276) Eleito Papa João XXI
- Ordonho Álvares † (1278-1285)
- Giovanni Boccamazza † (1285-1309)
- Bérenger de Frédol, o Velho † (1309-1323)
- Bertrand de La Tour, O.F.M. † (1323- 1332 ou 1333)
- Annibaldo Caetani dei conti di Ceccano † (1333-1350)
- Guillaume Court, O.Cist. † (1350-1361)
- Nicola Capocci † (1361-1368)
- Gilles Aycelin de Montaigut † (1368-1378)
- Tomás de Frignano, O.Min. † (1378 ou 1380-1381)
  - Jean Rolland † (1385 - 1388), pseudocardeal do antipapa Clemente VII
  - Jean de La Grange, O.S.B. † (1388-1402), obediência avinhonesa
- Guillaume de Chanac, O.S.B. † (1383-1383)
- Pietro Pileo da Prata † (1385-1388)
  - Sede vacante (1388-1391)
- Pietro Pileo da Prata † (1391-1401) (pela segunda vez)

### 1400 a 1600
- Enrico Minutolo † (1401-1409)
  - Pierre Girard † (1405-1408 deposto) (pseudobispo)
  - Pierre Girard † (1410-1415) (pseudobispo, pela segunda vez)
- Angelo Correr † (1415-1417) Após renuncia de Papa
- Baldassare Cossa † (1419)
  - Antonio Panciera † (1420-1431) (administrador apostólico)
- Antonio Panciera † (1431)
- Hugo Lancelote de Lusinhão † (1436 - 1442)
- Luís de Luxemburgo † (1442 - 1443)
- Giuliano Cesarini † (1444 - 1444)
- Basílio Bessarion † (1449 - 1468)
- Latino Orsini † (1468 - 1477)
- Giacomo Ammannati Piccolomini † (1477 - 1479)
- Giovanni Battista Zeno † (1479 - 1501)
- Jorge da Costa † (1501 - 1503)
- Antonio Pallavicini Gentili † (1503)
- Giovanni Antonio Sangiorgio † (1503 - 1507)
- Bernardino López de Carvajal y Sande † (1507 - 1508)
- Guillaume Briçonnet † (1508 - 1509)
- Domenico Grimani † (1509 - 1511)
- Filipe de Luxemburgo † (1511 - 1519)
- Alessandro Farnese † (1519 - 1523) Eleito Papa Paulo III em 1534
- Antonio Maria Ciocchi del Monte ? † (1523 - 1523)[9]
- François Guillaume de Castelnau-Clermont-Ludève † (1523 - 1541)
- Marino Grimani † (1541 - 1543)
- Philippe de la Chambre, O.S.B. † (1543 - 1550)
- Gian Pietro Carafa † (1550 - 1553) Eleito Papa Paulo IV em 1555
- Jean du Bellay † (1553 - 1553)
- Rodolfo Pio † (1553 - 1555)
- Juan Álvarez y Alva de Toledo, O.P. † (1555 - 1557)
- Francesco Pisani † (1557 - 1562)
- Federico Cesi † (1562 - 1564)
- Giovanni Girolamo Morone † (1564 - 1565)
- Alessandro Farnese, Jr. † (1565 - 1578)
- Giacomo Savelli † (1578 - 1583)
- Giovanni Antonio Serbelloni † (1583 - 1587)
- Alfonso Gesualdo † (1587 - 1589)
- Innico d'Avalos d'Aragona, O.S.Iacobi † (1589 - 1591)
- Tolomeo Gallio † (1591 - 1600)
- Ludovico Madruzzo † (1600)
- Girolamo Simoncelli † (1600 - 1603)

### 1600 a 1800
- Domenico Pinelli † (1603 - 1605)
- Antonio Maria Galli † (1605 - 1608)
- Mariano Pierbenedetti † (1608 - 1611)
- Giovanni Evangelista Pallotta † (1611 - 1620)
- Francesco Sforza † (1620 - 1623)
- Odoardo Farnese † (1623 - 1626)
- Giovanni Battista Deti † (1626 - 1626)
- Bonifazio Bevilacqua Aldobrandini † (1626 - 1627)
- Andrea Baroni Peretti Montalto † (1627 - 1629)
- Giovanni Garzia Millini † (1629 - 1629)
- Marcello Lante † (1629 - 1639)
- Giulio Savelli † (1639 - 1644)
- Giulio Roma † (1644 - 1645)
- Carlo de' Medici † (1645 - 1652)
- Bernardino Spada † (1652)
- Giulio Cesare Sacchetti † (1652 - 1655)
- Antonio Barberini, Jr., O.S.Io.Hier. † (1655 - 1661)
- Girolamo Colonna † (1661 - 1666)
- Giovanni Battista Maria Pallotta † (1666 - 1668)
- Francesco Maria Brancaccio † (1668 - 1671)
- Ulderico Carpegna † (1671 - 1675)
- Virginio Orsini, O.S.Io.Hier. † (1675 - 1676)
- Carlo Rossetti † (1676 - 1680)
- Alderano Cibo † (1680 - 1683)
- Pietro Vito Ottoboni † (1683 - 1687) Eleito Papa Alexandre VIII em 1689
- Giacomo Franzoni † (1687 - 1693)
- Nicolò Acciaiuoli † (1693 - 1700)
- Vincenzo Maria Orsini, O.P. † (1701 - 1715) Eleito Papa Bento XIII em 1724
- Sebastiano Antonio Tanara † (1715 - 1721)
- Francesco del Giudice (1721 - 1724)
- Francesco Pignatelli, C.R. † (1724 - 1725)
- Lorenzo Corsini † (1725 - 1730) Eleito Papa Clemente XII
- Pietro Ottoboni † (1730 - 1734)
- Pier Marcellino Corradini † (1734 - 1743)
- Giuseppe Accoramboni † (1743 - 1747)
- Vincenzo Bichi † (1747 - 1750)
- Giovanni Antonio Guadagni, O.C.D. † (1750 - 1756)
- Camillo Merlini Paolucci † (1758 - 1761)
- Henrique Benedito Stuart † (1761 - 1803)

### 1800 a 2000
- Giuseppe Maria Doria Pamphilj † (1803 - 1814)
- Giulio Maria della Somaglia † (1814 - 1818)
- Bartolomeo Pacca † (1818 - 1821)
- Francesco Saverio Castiglioni † (1821 - 1829) Eleito Papa Pio VIII
- Emmanuele de Gregorio † (1829 - 1837)
- Ludovico Micara, O.F.M.Cap. † (1837 - 1844)
- Mario Mattei † (1844 - 1854)
- Antonio Maria Cagiano de Azevedo † (1854 - 1867)
- Niccola Clarelli Parracciani † (1867 - 1872)
- Filippo Maria Guidi, O.P. † (1872 - 1879)
- Jean Baptiste François Pitra, O.S.B. † (1879 - 1884)
- Edward Henry Howard † (1884 - 1892)
- Tommaso Maria Zigliara, O.P. † (1893 - 1893)
- Serafino Vannutelli † (1893 - 1903)
- Francesco Satolli † (1903 - 1910)
- Francesco di Paola Cassetta † (1911 - 1919)
- Giulio Boschi † (1919 - 1920)
- Giovanni Cagliero, S.D.B. † (1920 - 1926)
- Michele Lega † (1926 - 1935)
- Francesco Marchetti Selvaggiani † (1936 - 1951)
- Federico Tedeschini † (1951 - 1959)
- Gaetano Cicognani † (1959 - 1962)
- Amleto Giovanni Cicognani † (1962 - 1973)
- Jean-Marie Villot † (1974 - 1979)
- Paolo Bertoli † (1979 - 2001)
- Alfonso López Trujillo † (2001 - 2008)
- Tarcisio Bertone, S.D.B., (desde 2008)